# Caccia (musique)
Pour les articles homonymes, voir Caccia.

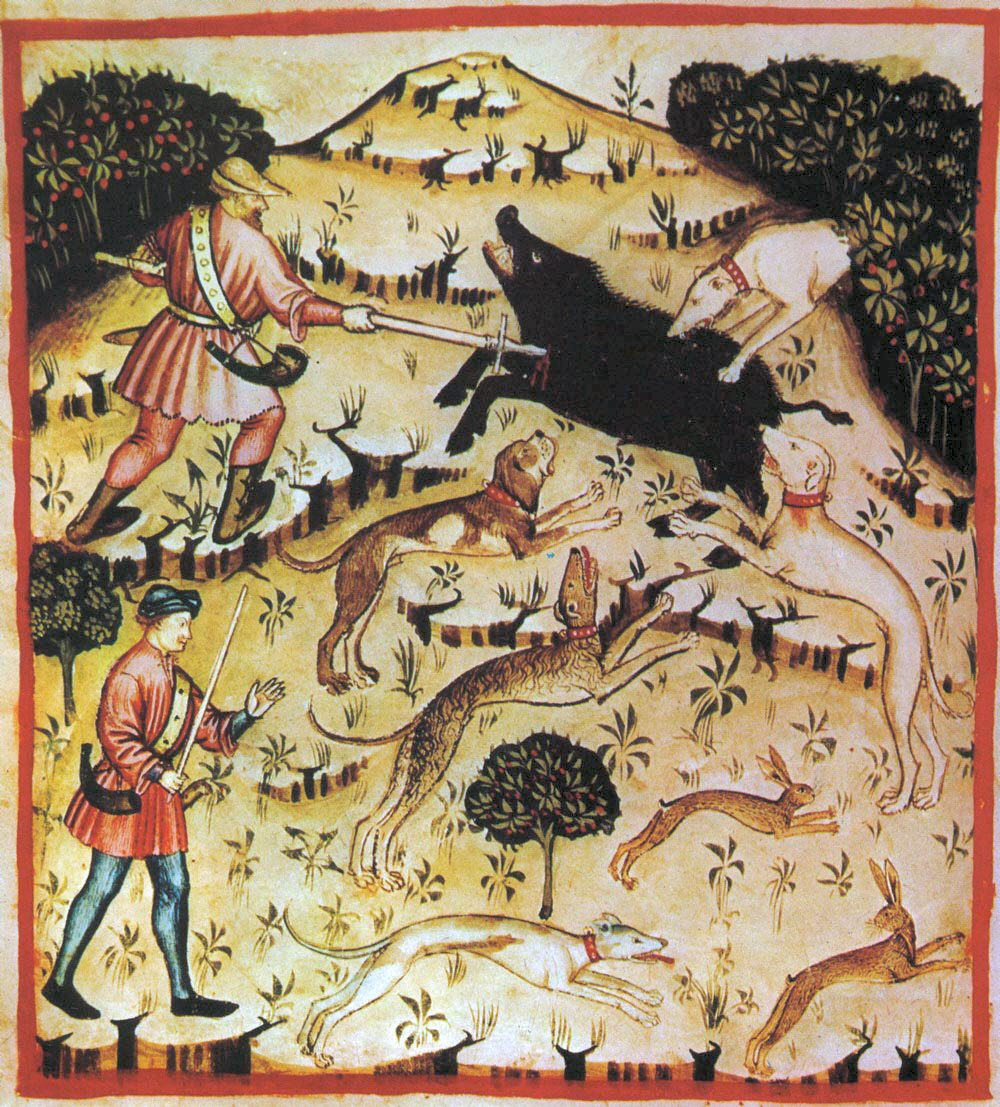
Représentation de caccia.

Au XIVe siècle et au début du XVe siècle, au Trecento en Italie, caccia était le nom commun désignant une composition concernant la chasse.

## Origines
La caccia de l’Ars nova italien, déjà présente en France sous la forme des poésies de « chace » (en ancien français) apparues vers 1300 et en Angleterre avec le Sumer Is Icumen In (circa 1250), est un type de madrigal chanté en contrepoint, appelé plus tard canon. Comprenant une partie longue suivie d’une courte ritournelle, il est également appelé caccia (chasse) parce qu’une voix chasse et suit l’autre sous forme de fugue. Les images du texte en vers libres sont mises en valeur par la musique polyphonique généralement à deux voix (triplum et duplum) avec parfois un accompagnement harmonique au clavier.
Dans la caccia italienne, apparaissent pour la première fois des effets d'écho et de dialogue, des répétitions de notes, des harmonies vocales, des rythmes brisés, sorte d’imitation mélodique et onomatopéique avec intervalles irréguliers, créant réalisme et tension émotionnelle, et contribuant à rendre le dialogue passionné entre les « chasseurs ».
La naissance de ce genre en Italie, composé le plus souvent sur des textes du poète et romancier Franco Sacchetti, est attribuée au Maestro Piero. Ce genre sera poursuivi par Gherardello da Firenze, Lorenzo da Firenze, Vincenzo da Rimini, Francesco Landini et Niccolo da Perugia.

## Évolution dans la musique baroque
La caccia instrumentale est également présente dans la tradition des compositions pour clavecin ; par exemple les sonates K. 159 (ou 140) de Domenico Scarlatti, dont le titre La Caccia, donné ensuite par les éditeurs, tire son origine de l'homonyme du XIVe siècle pour ses jeux, ses pauses et son rythme syncopé.
L'ajout da caccia dans la musique baroque avec des instruments de musique traditionnellement associés à la chasse (comme la corne da caccia, le hautbois da caccia, l'olifant  ou le clairon), mais conçus pour satisfaire musicalement les exigences de la musique baroque, est emprunté à l'idée originelle du plaisir de la chasse exprimée avec des instruments de l'époque baroque. Il ne s’agit plus d’évoquer uniquement l'art de la chasse, mais de participer plutôt à l’expression de la vitalité ou de l’exaltation à vivre  dans la nature.